# Generální guvernorát Černá Hora
Generální guvernorát Černá Hora (německy Generalgouvernement Montenegro) byla správní jednotka na černohorském území okupovaném Rakouskem-Uherskem během první světové války v letech 1916 až 1918.

## Historie
Království Černé Hory vstoupilo do první světové války na straně Dohody 9. srpna 1914 a zapojila se po boku Srbského království do boje proti Rakousku-Uhersku. Po vstupu Bulharska do války v říjnu 1915 a úplné okupaci Srbska Ústředními mocnostmi v prosinci téhož roku zahájilo Rakousko-Uhersko 6. ledna 1916 tažení v Černé Hoře proti částem srbské armády, které ustoupily do země. 16. ledna byla celá Černá Hora obsazena a 23. ledna kapitulovala. Král Nikola I. a jeho vláda uprchli do exilu přes Itálii do Francie. 
Po obsazení země byl zaveden vojenský režim. V únoru roku 1918 zde v důsledku námořní blokády Dohody čelili vzpouře v boce Kotorské. V roce 1918 se Rakušané z Černé Hory stáhli.

## Okupační správci
- Viktor Weber Edler von Webenau (26. ledna 1916–10. července 1917)
- Heinrich Clam-Martinic (10. července 1917–3. listopadu 1918)